# Puente de la Mujer
De Puente de la Mujer (Spaans voor "Vrouwenbrug") is een voetgangersbrug in Buenos Aires, Argentinië. De brug is ontworpen door de Spaanse architect Santiago Calatrava. De bouw werd gestart in 1998 en werd geopend in 2001. De brug is 170 meter lang en 6.20 meter breed. De kosten voor de bouw waren $ 6.000.000. De brug kreeg de naam Brug van de Vrouw, omdat de brug leidt naar een wijk waarin de straten vrouwennamen dragen.